# Atlas Arena
Atlas Arena je višenamjenska sportska dvorana u Łódźu, Poljska. Otvorena je 2009. godine, a koristi se za natjecanja vezana uz hokej na ledu, košarku i odbojku. Dvorana ima oko 10 tisuća sjedećih mjesta. Ova dvorana bila je domaćin skupine F drugog kruga na Europskom prvenstvu u Poljskoj 2009. godine. Bila je i jedna od tri dvorane na Europskom prvenstvu u košarci za žene 2011. godine.